# Markus Egetmeyer
Markus Egetmeyer (* 20. Juli 1964 in Essen) ist ein deutscher Klassischer Philologe und Indogermanist. Er ist Professor für griechische Linguistik an der Sorbonne Université.

## Leben
Er besuchte von 1970 bis 1983 Schulen in Hamburg. Nach dem Abitur an der Sankt-Ansgar-Schule im Juni 1983 und dem Wehrdienst (Juli 1983 bis September 1984) als Panzer- und LKW-Fahrer studierte er Indogermanistik und Klassische Philologie an mehreren Universitäten in Deutschland und Italien. Von 1984 bis 1986 studierte er in Würzburg bei Günter Neumann und dem Hethitologen Einar von Schuler und in Erlangen bei Karl Hoffmann, von 1986 bis 1987 in München bei Klaus Strunk und Heinrich Hettrich sowie bei der Hethitologin Annelies Kammenhuber und dem Armenologen Julius Aßfalg, gefolgt von Pisa und Florenz 1987 bis 1988 bei Enrico Campanile und Filippo Motta und von 1988 bis 1989 erneut in München. Den Magister artium erwarb er in Vergleichender Sprachwissenschaft und Klassischer Philologie. Von 1989 bis 1993 bereitete er eine Vollversion eines griechischen Wörterbuchs Zypriotische Silbenschrift vor (veröffentlicht im Juni 1992), parallel bis 1994 begann er eine Dissertation in München zu den ergänzenden verbalen Paradigmen im Indoeuropäischen, fortgeführt in Florenz und Hamburg.
Von 1993 bis 1996 setzte er seine Studien in Paris fort, 1993 bis 1994 als Gasthörer an der École pratique des hautes études, gefolgt von der Entscheidung, das Thema und den Ort der Dissertation zu ändern, und 1994 bis 1996 mit der Doktorarbeit bei EPHE. Am 29. Juni 1996 verteidigte er die Dissertation mit dem Titel Grammaire historique du dialecte grec ancien du chypre bei Laurent Dubois, wobei er die Note très honorable avec félicitations erhielt.
Von 1997 bis 1999 lehrte er als Attaché temporaire d’enseignement et de recherche an der Universität Lille III im Departement Lettres Classiques Altgriechisch auf allen Niveaus. Von 1999 bis 2008 war er Dozent für Klassische Philologie (Griechisch und Latein) bei der Abteilung für Langues anciennes an der Université Toulouse–Jean Jaurès. Am 16. Dezember 2005 verteidigte er in Toulouse die Habilitation mit dem Titel Études sur le dialecte grec ancien de Chypre bei Charles de Lamberterie, Laurent Dubois, Jean-Pierre Maurel, Michael Meier-Brügger, Jean-Pierre Olivier, Anna Orlandini und Paolo Poccetti. Der Conseil national des universités erkannte am 30. Januar 2008 die Qualifizierung als Professor an. Seit 2008 lehrt er als Professor der Universität Paris IV am Institut de Grec (Linguistique) Griechisch und andere indoeuropäische Sprachen, insbesondere Anatolisch und Iranisch (Sprachen und Schriften). Im Frühling 2012 (April bis Juni 2012) war er Gastprofessor an der Universität Verona. Seine wichtigsten laufenden Projekte sind Corpus des Inschriften Kyprischer Schrift (2017) und eine Einführung in die Altpersische Sprache (2018).
Seine Forschungsthemen sind vergleichende Grammatik der indoeuropäischen Sprachen (insbesondere der Sprachen des Mittelmeerraums: Griechisch, Anatolisch und Italisch) und Epigraphik der ägäischen Schriften. Der verheiratete Vater eines Kindes beherrscht folgende moderne Sprachen (Lesen, Schreiben, Sprechen): Deutsch (Muttersprache), Französisch, Italienisch, Englisch (fließend); Spanisch, Portugiesisch (Brasilianisch); Indonesisch, Javanisch (mittleres Niveau).

## Schriften
- Wörterbuch zu den Inschriften im kyprischen Syllabar. Unter Berücksichtigung einer Arbeit von Almut Hintze (= Kadmos. Zeitschrift für vor- und frühgriechische Epigraphik. Supplementband 3). De Gruyter, Berlin u. a. 1992, ISBN 3-11-012270-7.
- Le dialecte grec ancien de Chypre. De Gruyter, Berlin u. a. 2010, ISBN 978-3-11-021751-3.
  - Tome I. Grammaire
  - Tome II. Répertoire des inscriptions en syllabaire chypro-grec
- „Sprechen Sie Golgisch?“ Anmerkungen zu einer übersehenen Sprache, in: Études mycéniennes 2010. Actes du XIII[e] colloque international sur les textes égéens (Sèvres, Paris, Nanterre, 20-23 septembre 2010), Pisa/Rom 2012, S. 427–434